# 桃伊いづみ
桃伊 いづみ（ももい いづみ）は、日本の漫画家。主に集英社の『マーガレット』で執筆している。

## 作品リスト
マーガレットコミックス
- くちびるに聞いてみて（全1巻）
- せつなくて甘くて（全1巻）
- ねむれないほど…（全1巻）
- 男にはわかんない!（全1巻）
- 恋してしまった（全3巻）
- まじめに!男女交際（全14巻）
- やっぱりまじめに!男女交際（全2巻）
- それでもまじめに!男女交際（全1巻）
- コレが純愛（全4巻）
- 君はカタいのだ（全1巻）
- まさかと思うけど（全1巻）
- カエル姫と王子（全1巻）

その他
- ぷくぷくモモちゃん ダイビングまんが（月刊ダイバー、全1巻）

| スタブアイコン | サブスタブ | この項目は、まだ閲覧者の調べものの参照としては役立たない、漫画家・漫画原作者に関連した書きかけの項目です。この項目を加筆・訂正などしてくださる協力者を求めています（P:漫画/PJ:漫画家）。 |